# Shangyang
De shangyang is in de Chinese mythologie een fabeldier, dat dient als verklaring voor de waterkringloop.
Shangyang, 商羊 is een Chinese vogel met één poot, die de zee leegdrinkt en het water als regen uitspuwt. Het dier kan zijn eigen grootte veranderen. In sommige legendes voert de shanyang een dans uit op één poot die dan zware regen en overstromingen voorspelt.
In 2019 werd een echte, uitgestorven, vogel naar het fabeldier vernoemd: de Shangyang.